# Luís Campos e Cunha
Luís Manuel Moreira de Campos e Cunha GCIH (Luanda, 6 de fevereiro de 1954) é um economista português, que foi Ministro das Finanças de Portugal entre Março e Julho de 2005.

## Biografia
Licenciou-se em Economia pela Faculdade de Ciências Humanas da Universidade Católica Portuguesa em 1977. Em 1985 terminou o doutoramento em Economia pela Columbia University de Nova Iorque, com uma tese sobre economia internacional.
Foi sucessivamente:
- Professor catedrático da Faculdade de Economia da Universidade Nova de Lisboa, desde 1985, foi também docente na Universidade Católica.
- Foi Director da Faculdade de Economia da Universidade Nova de Lisboa.
- Vice-Governador do Banco de Portugal, entre 1996 e 2002.
- Ministro de Estado e Ministro das Finanças do XVII Governo Constitucional de 2005-03-12 a 2005-07-21.

Foi substituído na pasta das Finanças por Fernando Teixeira dos Santos por "motivos pessoais, familiares e cansaço", segundo a explicação oficial avançada, mas o que foi verdade é que abandonava o Governo num momento de tensão com alguns colegas do Conselho de Ministros, nomeadamente com Manuel Pinho e Mário Lino.
É um dos 31 subscritores de um manifesto ao XIX Governo, apresentado ao público em 15 de setembro de 2014, que defende que as contas dos partidos sejam auditadas por entidades independentes e credíveis, nomeadamente um "corpo de auditores especiais no âmbito da Procuradoria-Geral da República, uma secção especializada do Tribunal de Contas e o recurso necessário a auditores externos".
A 12 de Fevereiro de 2016 foi agraciado com a Grã-Cruz da Ordem do Infante D. Henrique.

## Ligações familiares
Casou com Rita Maria Ferreira Duarte, de quem tem dois filhos e uma filha, David, Miguel e Ana Rita Ferreira Duarte de Campos e Cunha.